# 圣斯特凡诺-提契诺
圣斯特凡诺-提契诺（義大利語：Santo Stefano Ticino）是意大利米兰省的一个市镇。总面积5平方公里，人口4564人，人口密度912.8人/平方公里（2009年）。国家统计（ISTAT）代码为015200。